# (48844) Bellovesos
(48844) Bellovesos, désignation internationale (48844) Belloves, est un astéroïde de la ceinture principale.

## Description
(48844) Bellovesos, désignation internationale (48844) Belloves, est un astéroïde de la ceinture principale. Il fut découvert par Zdeněk Moravec et Miloš Tichý le 18 février 1998 à l'observatoire Klet'. Il présente une orbite caractérisée par un demi-grand axe de 1,96 UA, une excentricité de 0,066 et une inclinaison de 17,89° par rapport à l'écliptique.
Il fut nommé en hommage au personnage légendaire Bellovesos (né vers 400 av. J.-C.), prince gaulois vivant en Gaule cisalpine (nord de l'Italie), frère de Segovesos.

## Compléments